# Terry Peak
Der Terry Peak ist ein 1282 m hoher Berg an der Scott-Küste des ostantarktischen Viktorialands. Er ragt 7,5 km westsüdwestlich des Stewart Peak als höchste Erhebung der Felsenkliffs am Südufer des New Harbour auf.
Das Advisory Committee on Antarctic Names benannte ihn 2000 nach dem Umweltwissenschaftler Terry L. Johnson, der ab 1990 für das Unternehmen Antarctic Support Associates tätig war.